# Escautpont
Escautpont és un municipi francès, situat a la regió dels Alts de França, al departament del Nord. L'any 2006 tenia 4.210 habitants. Limita al nord amb Odomez, a l'est amb Fresnes-sur-Escaut, al sud-est amb Onnaing, al sud-oest amb Bruay-sur-l'Escaut, a l'oest amb Raismes i al nord-oest amb Bruille-Saint-Amand.

## Demografia
| 1962                                       | 1968  | 1975  | 1982  | 1990  | 1999  | 2006  |
| ------------------------------------------ | ----- | ----- | ----- | ----- | ----- | ----- |
| 5.561                                      | 5.757 | 5.234 | 4.742 | 4.327 | 4.202 | 4.210 |
| Des de 1962: població sense dobles comptes |       |       |       |       |       |       |

## Administració
| Període   | Identitat        | Partit |
| --------- | ---------------- | ------ |
| 2001-2008 | Francis Berkmans | MRC    |
| 2008-     | Francis Mariage  |        |